# Ernest Roman
Pour les articles homonymes, voir Roman.
Ernest Roman né le 20 juillet 1845 à Lyon et mort le 25 janvier 1910 dans la même ville est un peintre français,.

## Biographie
Peintre paysagiste, Ernest Roman expose au Salon de Lyon de 1869 à 1910, et au Salon des artistes français de 1873 à 1884. 
Il est également entomologiste, malacologiste et minéralogiste amateur.
Il est le père du géologue Frédéric Roman et le grand-père du médecin Émile Roman.

Œuvres attribuées à Ernest Roman
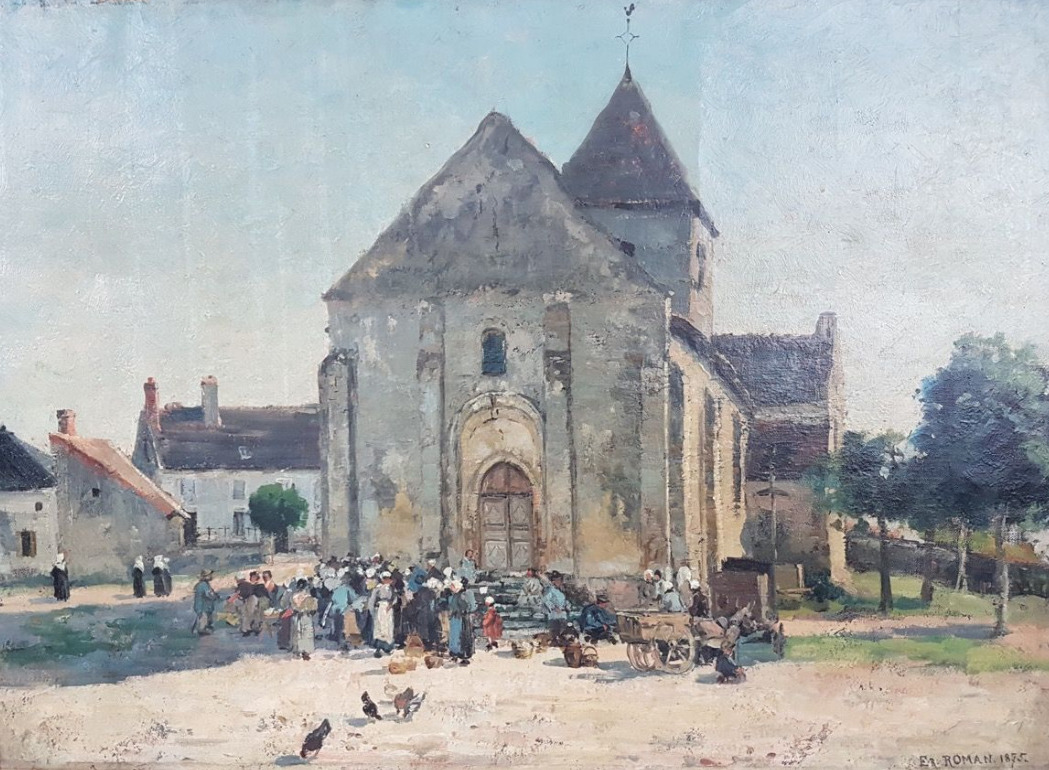
Réunion au pied de l'église (1875), localisation inconnue.
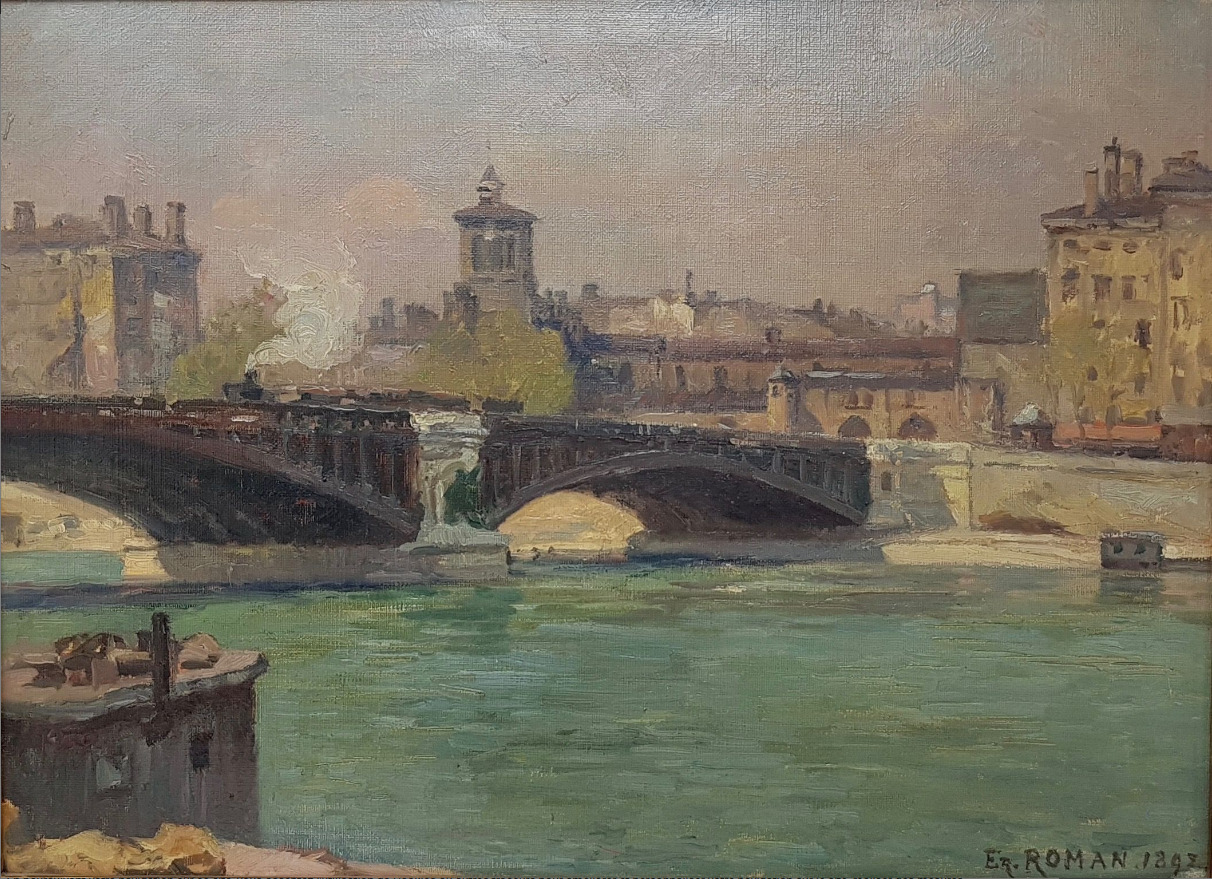
Le nouveau pont Lafayette (1898), localisation inconnue.
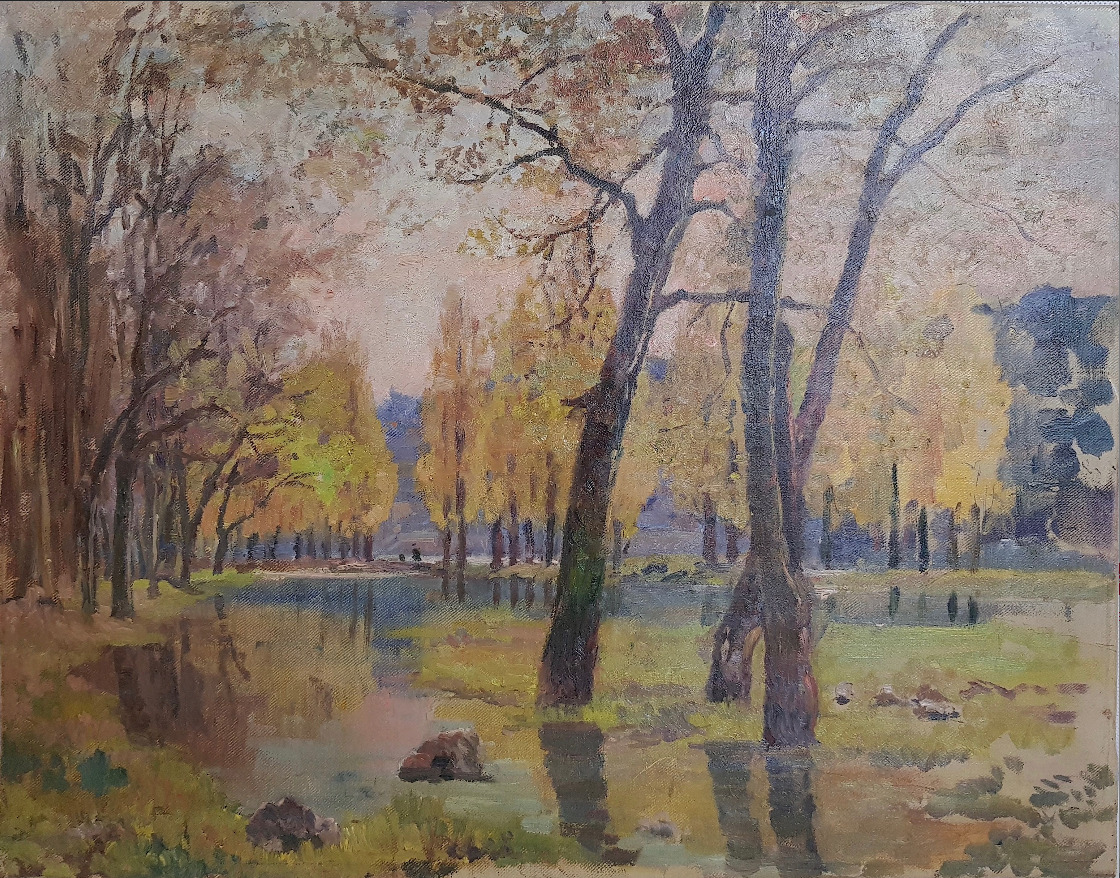
Parc de la Tête d'Or inondé, localisation inconnue.